# 화성군 (1988년 선거구)
화성군은 대한민국의 옛 국회의원 선거구이다. 당시 경기도 오산시와 화성군 지역을 관할했다.

## 역사
대한민국 제13대 국회의원 선거를 앞두고 수원시·화성군 선거구에서 분리되어 신설되었다. 
1989년 1월 1일을 기해 화성군 오산읍이 오산시로 승격되었다. 이에 따라 대한민국 제14대 국회의원 선거를 앞두고 화성군 선거구가 오산시·화성군 선거구로 개편되었다.

## 역대 국회의원
| 선거   | 정당 | 정당       | 의원   |
| ------ | ---- | ---------- | ------ |
| 1988년 |      | 민주정의당 | 박지원 |

## 역대 선거 결과

### 대한민국 제13대 국회의원 선거
|  | 45.90% |

|  | 25.86% |

|  | 12.27% |

|  | 10.77% |

|  | 5.18% |